# Carl Berner (roer)
 For alternative betydninger, se Carl Berner. (Se også artikler, som begynder med Carl Berner)
Carl Ludvig Berner (27. februar 1913 - 30. oktober 2003) var en dansk roer fra København. Han var medlem af Københavns Roklub i Sydhavnen.
Berner var med i den danske otter ved OL 1936 i Berlin, sammen med Remond Larsen, Olaf Klitgaard Poulsen, Keld Karise, Poul Byrge Poulsen, Bjørner Drøger, Knud Olsen, Emil Boje Jensen og styrmand Harry Gregersen. Danskerne roede kun ét heat i konkurrencen, hvor de kom ind på sidstepladsen efter Schweiz, Tyskland og Jugoslavien.
Berner vandt desuden en EM-sølvmedalje i otter ved EM 1934 i Luzern, og en bronzemedalje i samme disciplin ved EM 1937 i Amsterdam.